# Cantón de Pontault-Combault
El cantón de Pontault-Combault es una división administrativa francesa, situada en el departamento de Sena y Marne y la región Isla de Francia.

## Geografía
Este cantón es organizado alrededor de Pontault-Combault en él distrito de Torcy.

## Composición
El cantón de Pontault-Combault agrupa 1 comuna:
- Pontault-Combault

## Historia
El cantón de Pontault-Combault ha sido creado a partir de cantón de Roissy-en-Brie por decreto del 27 de febrero de 1991.

## Demografía
| 9 282 | 16 761 | 19 037 | 26 804 | 32 956 | 34 546 |
| Para los censos de 1962 a 1999 la población legal corresponde a la población sin duplicidades (Fuente: INSEE [Consultar]) |        |        |        |        |        |